# Pephricarididae
De Pephricarididae zijn een familie van uitgestorven kreeftachtigen uit de klasse van de Malacostraca (hogere kreeftachtigen).

## Geslacht
- Pephricaris Clarke, 1898 †